# Juan Fernández de Tovar

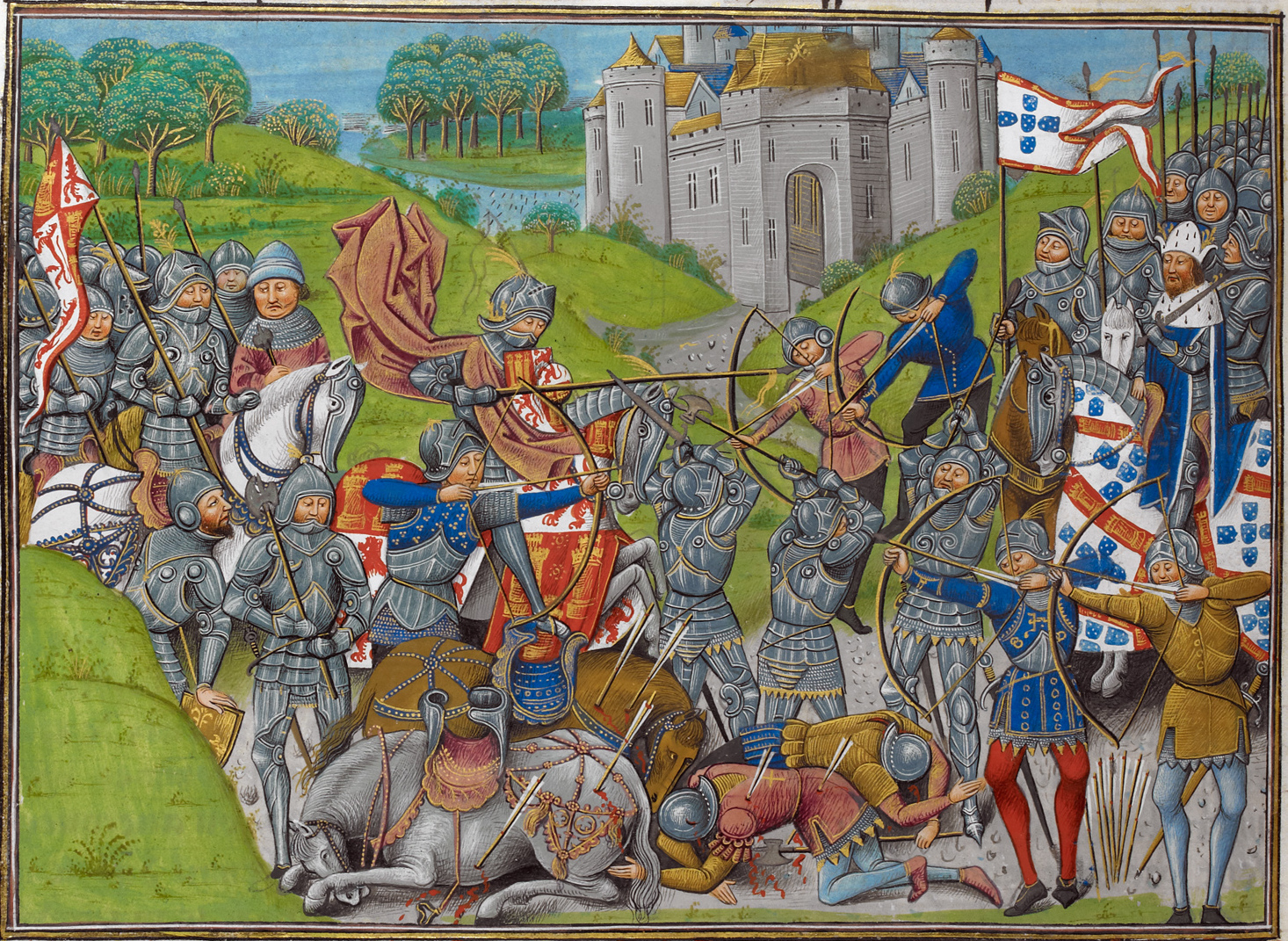
Una representación de la batalla de Aljubarrota en la que perdió la vida el almirante de Castilla Juan Fernández de Tovar, miniatura del Recueil des croniques d’Engleterre, de Jean de Wavrin, c. 1470.

Juan Fernández de Tovar (m. 14 de agosto de 1385). No se conoce la fecha y el lugar de su nacimiento. Falleció en combate en el transcurso de la batalla de Aljubarrota. Fue I señor de Berlanga y almirante de Castilla.

## Biografía
Era hijo de Fernando Sánchez de Tovar y Mencía de Padilla. En 1384, por disposición del rey Juan I, sucedió en el título de Almirante de Castilla a su padre, fallecido por una epidemia de peste mientras participaba en el sitio de Lisboa, uno de los episodios bélicos de la crisis de 1383-1385. Sin embargo, mantendría el título por apenas un año, ya que él mismo falleció en el transcurso de la batalla de Aljubarrota, en la que fueron casi aniquiladas las tropas castellanas, y en la que cayó muerto atravesado por varias flechas.
Fue señor de Berlanga por su matrimonio con Leonor Téllez de Castilla, sobrina del rey Enrique II como hija del infante Tello de Castilla, que heredó de su padre el señorío de Berlanga. No puede extrañar este matrimonio de los Tovar con la Familia Real, ya que  su padre fue un decidido defensor de Enrique II en las luchas por el trono de Castilla frente a su hermanastro Pedro I.

## Descendencia
De su matrimonio con Leonor Téllez nacieron por lo menos dos hijos:
- Fernán Sánchez de Tovar y Castilla, ricohombre, señor de la Villa de Tobar, II señor de Berlanga y Adelantado Mayor de Enrique III. Se casó con Marina de Castañeda. Tuvieron cinco hijos Juan, que fue el III señor de Berlanga, Leonor, Iñigo López, Sancho y Diego.
- Diego de Tovar, casado con Isabel de Mendoza.